# Renault Super Goélette
Renault / Saviem Super Goélette, также SG2 — французский лёгкий грузовой автомобиль разработанный компанией Saviem (в рассматриваемый период — дочернее предприятие компании Renault, специализировавшееся на выпуске тяжёлой техники) и выпускавшийся с июня 1965 по 1982 год последовательно под марками Renault (1965—1970), Saviem (1971—1980) и RVI (1980—1982).

## История
Причиной создания машин Super Galion и Super Goélette стала необходимость обновления имевшейся линейки грузовиков, как разработанных собственно Рено, так и доставшихся ей после объединения в 1955 году моделей компаний «Latil» и «SOMUA».
Результатом работы конструкторов стали две отличавшиеся грузоподъёмностью весьма сходные меж собой, в силу определённой унификации, машины. Внешний вид и, отчасти, внутреннее устройство более крупного SG4 претерпевали почти те же изменения, что и у Super Goelette SG2.

### Renault
Появившийся в июне 1965 года Renault Super Goélette SG2 (1965—1970) выгодно отличался от своего предшественника Goélette новыми чертами: широкое изогнутое лобовое стекло, новая панель приборов, ручка переключения передач на рулевой колонке, независимая передняя подвеска с винтовыми пружинами и телескопическими амортизаторами (задняя подвеска — рессорная), улучшенный дорожный просвет. Однако, несмотря на все перечисленные инновации, бензиновый двигатель был тот же, что и у предыдущей модели, 2141 см3 70 л. с. бензиновый Renault Etendard 671, (такой же как на Renault Fregate).
На модели 1966 года, лобовое стекло расширено к низу, с решётки радиатора исчезает центральная панель, установлены новые двухцветные квадратные фары. Несколько изменена панель приборов.
В 1967 году появляются две новых модели: одна — полноприводная (впоследствии поставлявшаяся армии как Saviem TP3) и другая, Traffic SB2, с низким полом, облегчающим погрузку и выгрузку на территории города. Рычаг переключения передач перенесен на пол кабины, задняя ось жёстко крепится к рессорам. Дизельная версия получает 75-сильный двигатель Saviem-Alfa Romeo «type 599» объёмом 3017 с лицензионной системой прямого впрыска топлива конструкции MAN.

### Saviem

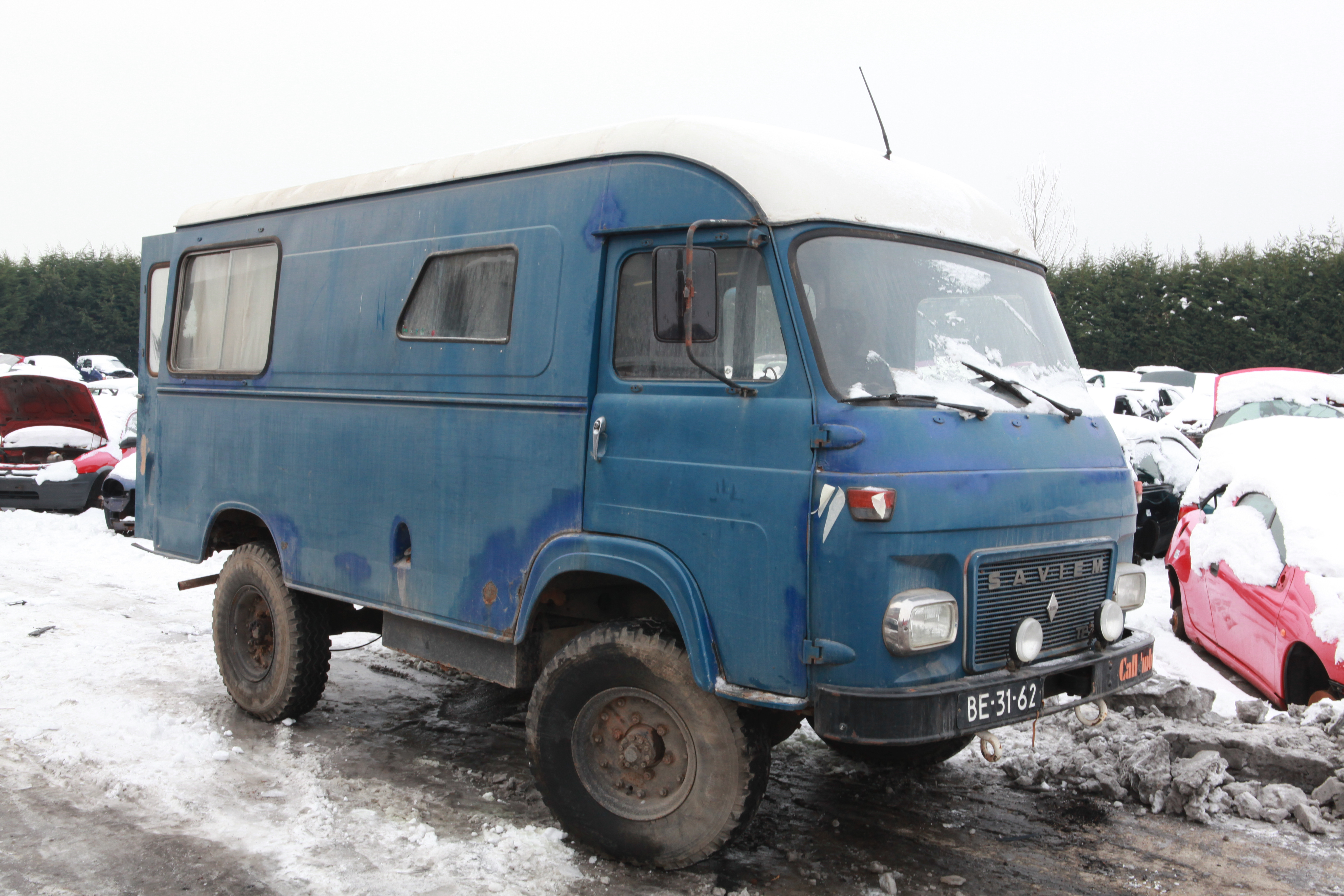
полноприводной Saviem TP3

С 1970 года (1971—1980) автомобиль выпускается как Saviem Super Goélette.
- С 1971 года на Super Goélette устанавливается также 3-скоростная АКПП.
- С января 1974 года выпускается Super Goélette SG3, с подрессоренными сдвоенными задними колёсами.
  - Фотография рекламного проспекта с изображением SG3

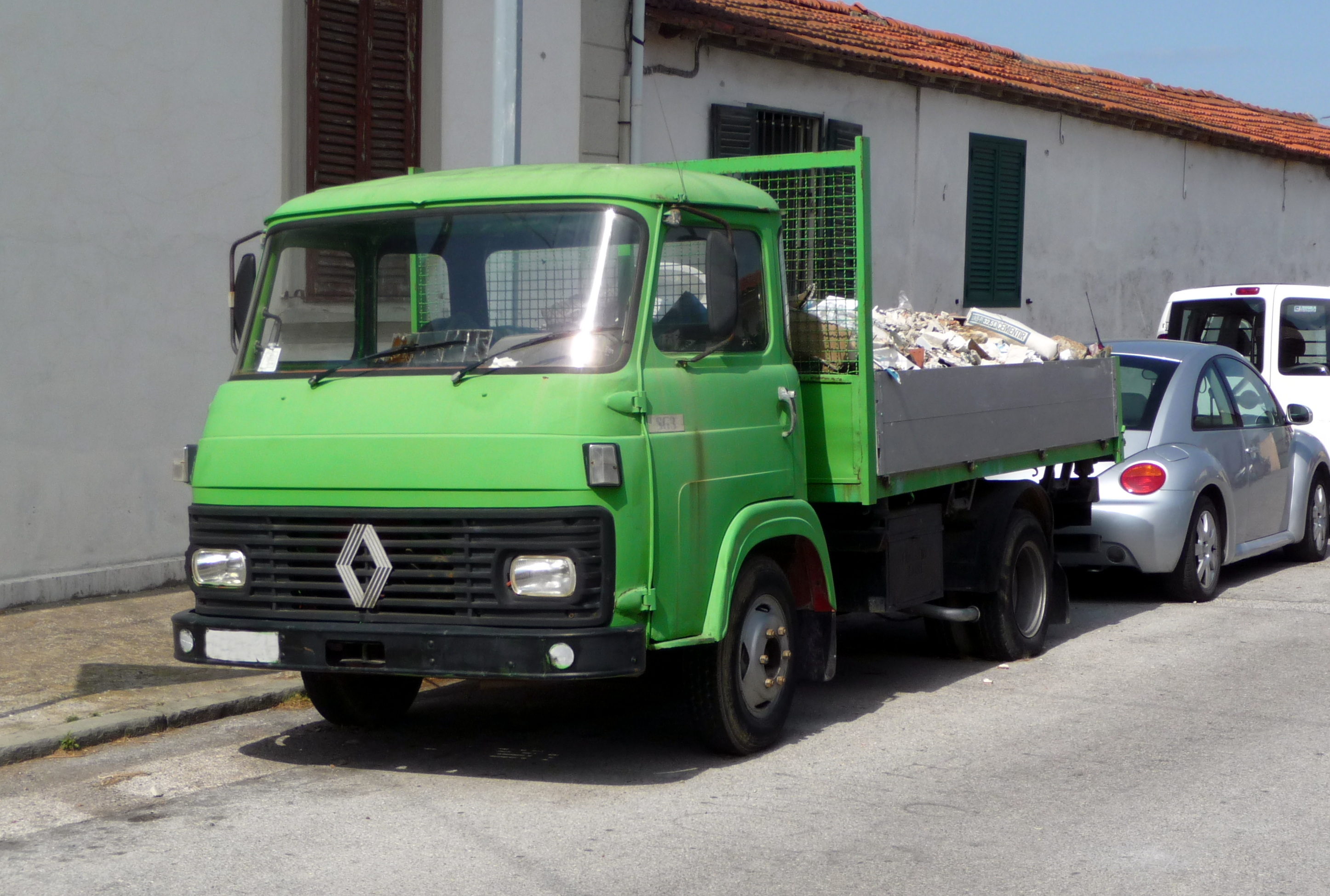
платформа Renault Super Goélette SG3

- В 1979 году вновь несколько изменился внешний вид машины, увеличенная решётка радиатора изготавливается из чёрного пластика.
- С 21 апреля 1980 года,[9], после слияния Saviem и Berliet, грузовики продаются под маркой Renault Véhicules Industriels (RVI).

### Renault Véhicules Industriels
Выпуск Super Goélette (1980—1982) приближается к финалу с появлением в 1980 году полноприводного Renault Master и окончательно завершается с выпуском «серии B», из которой наиболее известен Renault Messenger. Однако, некоторое время SG2 и SG3 продолжают поставляться на экспорт.

## Лицензионный выпуск за границей

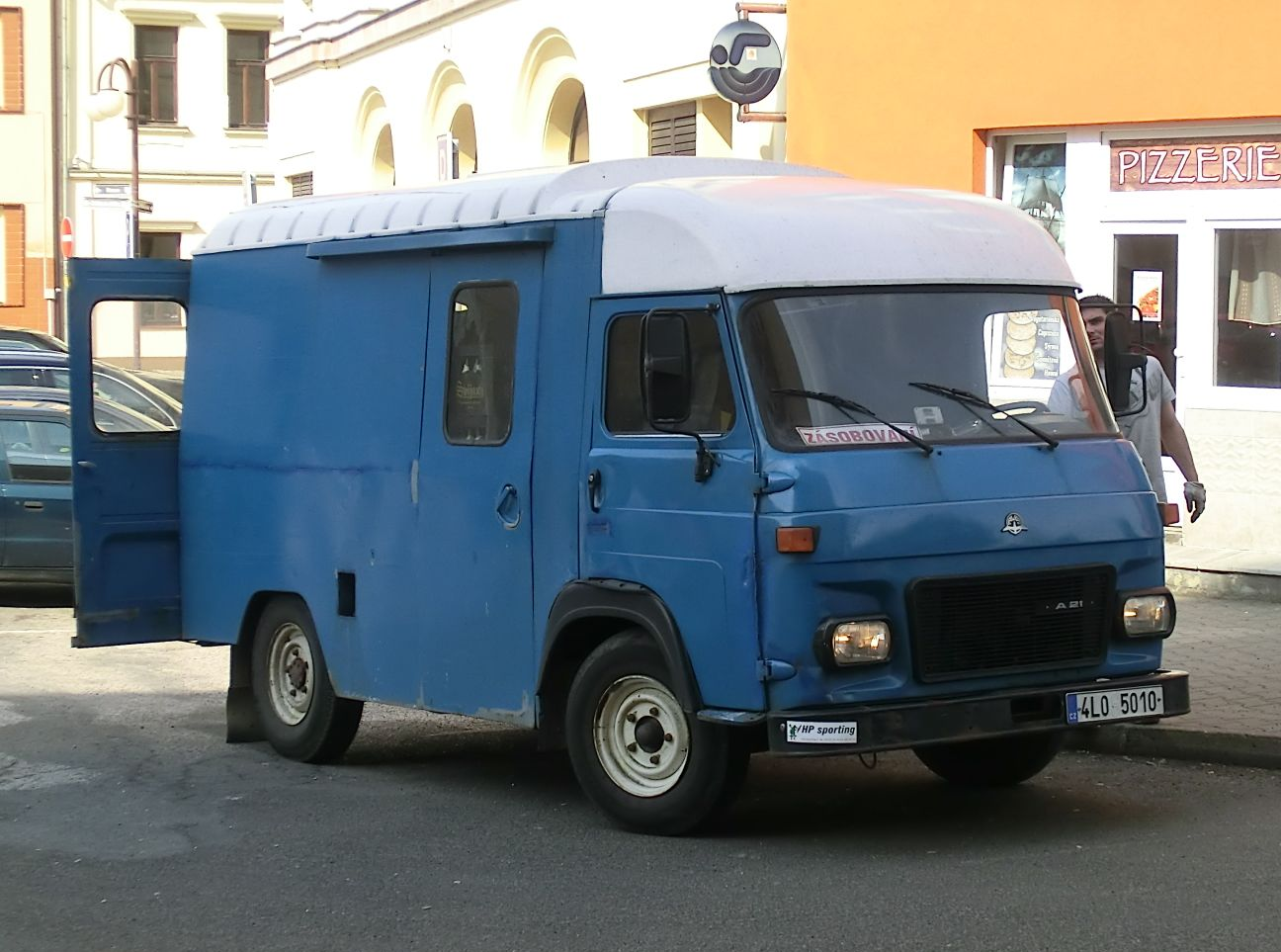
Фургон Avia A21

После подписания в 1967 лицензионного соглашения с чехословацкой компанией Avia SG2 выпускались на заводе в Прага-Летняны как Avia A15 (а SG4 как A30) до середины 1990-х годов. Основная часть выпущенных грузовиков до 1991 года поставлялась в СССР и другие социалистические страны.
Результатом аналогичного соглашения стал выпуск в Италии машин Alfa Romeo A15.
В Германии SG2 по договоренности с Saviem продавался с 1969 года компанией MAN (MAN 270).